# 三沼村
三沼村（さんぬまむら）は、かつて新潟県南蒲原郡にあった村。

## 沿革
- 1889年（明治22年）4月1日 - 町村制施行に伴い南蒲原郡大沼新田、小沼新田、赤沼村が合併し、三沼村が発足。
- 1901年（明治34年）11月1日 - 南蒲原郡中之島村、神通村、中通村、中野村、中条村、信条村、西所村と合併し、中之島村を新設して消滅。